# Армия «Трясогузки» (фильм)
«Армия „Трясогузки“» (латыш. Cielaviņas armija) —  советский фильм режиссёра Александра Лейманиса по повести А. Власова и А. Млодика «Армия Трясогузки».

## Сюжет
В городе, захваченном колчаковцами, готовится восстание, но неожиданно для белых под откос летит эшелон, а подписывается под этой диверсией некая «Армия Трясогузки». Колчаковская контрразведка безуспешно пытается найти следы подпольщиков. Заинтересовались таинственными союзниками и большевики. Выясняется, что грозная армия состоит из трёх мальчишек-беспризорников: русского мальчика по прозвищу Трясогузка, латыша Мики и цыганёнка.

## В ролях
- Виктор Холмогоров — «Трясогузка»
- Юрий Коржов — Цыган
- Айварс Галвиньш — Мика
- Гунар Цилинский — Платайс (озвучивает Артём Карапетян)
- Иван Кузнецов — Кондрат
- Виктор Плют — Николай
- Алексей Алексеев — полковник
- Гурген Тонунц — есаул
- Павел Шпрингфельд — обходчик
- Улдис Думпис — адъютант
- Иван Лапиков — раненый
- Степан Крылов — солдат, мобилизованный по приказу Колчака, рабочий-путиловец
- Олег Мокшанцев — белогвардеец

## Съёмочная группа
- Авторы сценария: Александр Власов, Аркадий Млодик
- Режиссёр-постановщик: Александр Лейманис
- Оператор-постановщик: Марис Рудзитис
- Художник-постановщик: Виктор Шильдкнехт
- Композитор: Кирилл Молчанов